# Moody Blue
"Moody Blue" is een nummer van de Amerikaanse zanger Elvis Presley. Het nummer werd uitgebracht op zijn laatste album Moody Blue uit 1977. Op 29 november 1976 werd het nummer uitgebracht als de eerste single van het album.

## Achtergrond
"Moody Blue" is geschreven door Mark James en geproduceerd door Felton Jarvis. James was de eerste artiest die het nummer opnam; zijn versie kwam in de zomer van 1976 tot de vijftiende plaats in de Zuid-Afrikaanse hitlijsten. James schreef eerder al "Suspicious Minds" voor Presley.
"Moody Blue" werd op 4 februari 1976 opgenomen op Graceland, het landgoed waar Presley woonde. De enige keer dat hij het live speelde, was op 21 februari 1977 tijdens een concert in Charlotte. Op 20 februari probeerde hij het al live te zingen, maar hij was de tekst vergeten. De volgende dag schreef hij de tekst op een briefje en zong hij het nummer alsnog live. De opnames van beide dagen werden in 2007 officieel op een album uitgebracht.
"Moody Blue" was de laatste nummer 1-hit tijdens het leven van Presley. Het bereikte in februari 1977 de eerste plaats in de Amerikaanse countrylijsten. Ook kwam het tot plaats 31 in de Billboard Hot 100. Daarnaast kwam het tot de zesde plaats in de UK Singles Chart en bereikte het ook in onder meer Ierland, Nieuw-Zeeland, Noorwegen en Zuid-Afrika de top 10. In Nederland kwam de single tot respectievelijk de veertiende en de tiende plaats in de Top 40 en de Nationale Hitparade, terwijl in Vlaanderen de vierde plaats in de voorloper van de Ultratop 50 werd gehaald. Zes maanden nadat het nummer de eerste plaats bereikte, overleed Presley.

## Hitnoteringen

### Nederlandse Top 40
| Hitnotering: 22-01-1977 t/m 05-03-1977 | Hitnotering: 22-01-1977 t/m 05-03-1977 | Hitnotering: 22-01-1977 t/m 05-03-1977 | Hitnotering: 22-01-1977 t/m 05-03-1977 | Hitnotering: 22-01-1977 t/m 05-03-1977 | Hitnotering: 22-01-1977 t/m 05-03-1977 | Hitnotering: 22-01-1977 t/m 05-03-1977 | Hitnotering: 22-01-1977 t/m 05-03-1977 | Hitnotering: 22-01-1977 t/m 05-03-1977 |
| Week                                   | 1                                      | 2                                      | 3                                      | 4                                      | 5                                      | 6                                      | 7                                      |                                        |
| -------------------------------------- | -------------------------------------- | -------------------------------------- | -------------------------------------- | -------------------------------------- | -------------------------------------- | -------------------------------------- | -------------------------------------- | -------------------------------------- |
| Nummer                                 | 30                                     | 20                                     | 17                                     | 14                                     | 14                                     | 31                                     | 36                                     | uit                                    |

### Nationale Hitparade
| Hitnotering: 22-01-1977 t/m 19-02-1977 | Hitnotering: 22-01-1977 t/m 19-02-1977 | Hitnotering: 22-01-1977 t/m 19-02-1977 | Hitnotering: 22-01-1977 t/m 19-02-1977 | Hitnotering: 22-01-1977 t/m 19-02-1977 | Hitnotering: 22-01-1977 t/m 19-02-1977 | Hitnotering: 22-01-1977 t/m 19-02-1977 |
| Week                                   | 1                                      | 2                                      | 3                                      | 4                                      | 5                                      |                                        |
| -------------------------------------- | -------------------------------------- | -------------------------------------- | -------------------------------------- | -------------------------------------- | -------------------------------------- | -------------------------------------- |
| Nummer                                 | 28                                     | 17                                     | 10                                     | 11                                     | 16                                     | uit                                    |

### NPO Radio 2 Top 2000
| Nummer met noteringen in de NPO Radio 2 Top 2000 | '00  | '01-'08 | '09  | '10-'11 | '12  |
| ------------------------------------------------ | ---- | ------- | ---- | ------- | ---- |
| Moody Blue                                       | 1340 | -       | 1620 | -       | 1869 |

1. ↑  Een '-' betekent dat het nummer niet was genoteerd en een vetgedrukt getal geeft de hoogste notering aan.
2. ↑  2000 was het eerste jaar met een notering voor dit nummer.
3. ↑  Deze tabel is bijgewerkt tot en met de laatste editie (2024).